# Missões diplomáticas de Sri Lanka

Localização das missões diplomáticas do Sri Lanka:
Sri Lanka
Embaixada ou Alto Comissariados
Escritório de Representação

Abaixo se encontram as embaixadas e os consulados do Sri Lanka, excluindo os consulados honorários.

## Europa

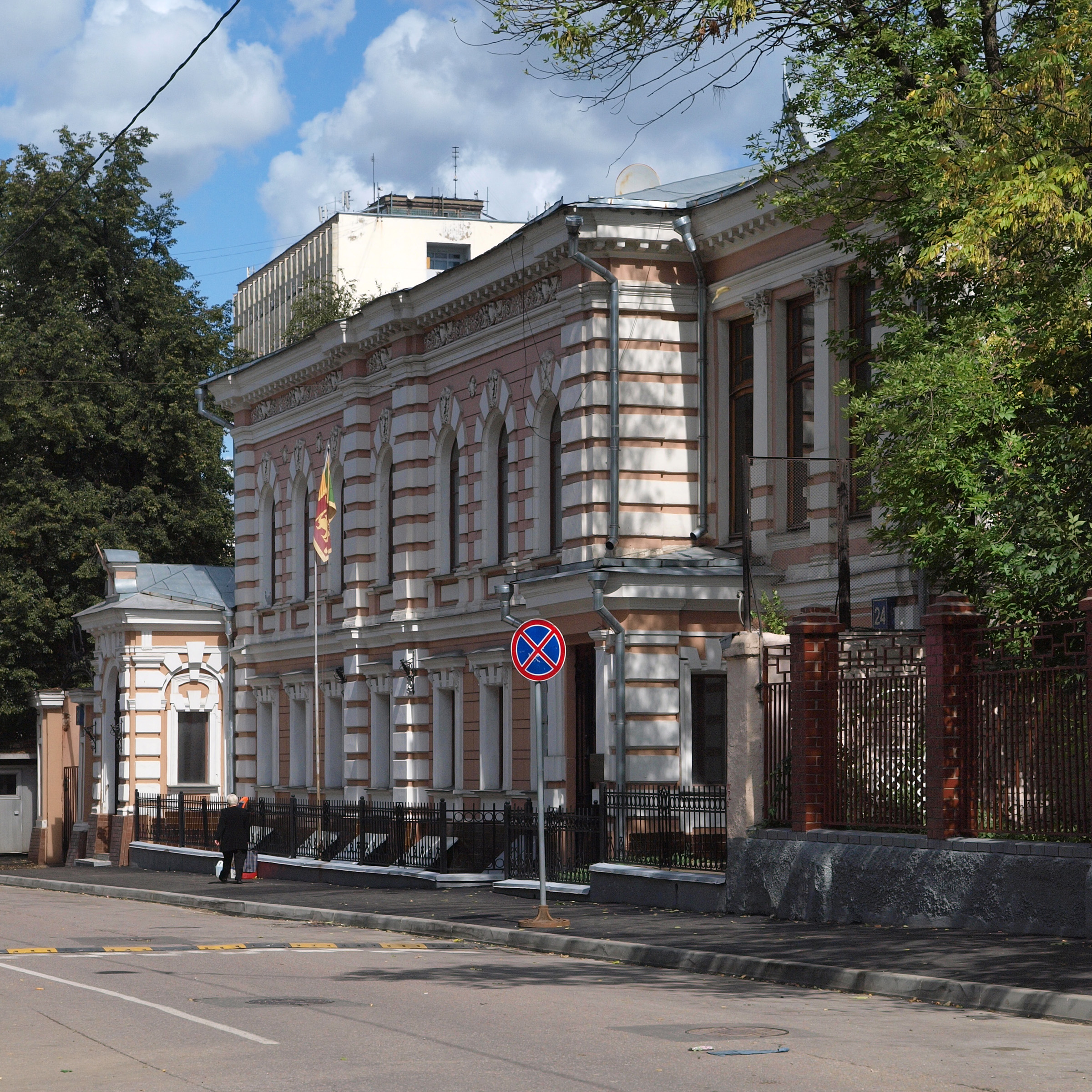
Embaixada do Sri Lanka em Moscou, Rússia.

- Áustria
  - Viena (Embaixada)
- Bélgica
  - Bruxelas (Embaixada)
- França
  - Paris (Embaixada)
- Alemanha
  - Berlim (Embaixada)
  - Frankfurt (Consulado-Geral)
- Itália
  - Roma (Embaixada)
- Países Baixos
  - Haia (Embaixada)
- Noruega
  - Oslo (Embaixada)
- Polónia
  - Varsóvia (Embaixada)
- Rússia
  - Moscou (Embaixada)
- Suécia
  - Estocolmo (Embaixada)
- Reino Unido
  - Londres (Alto Comissariado)

## América do Norte
- Canadá
  - Ottawa (Alto Comissariado)
  - Toronto (Consulado-Geral)
- Cuba
  - Havana (Embaixada)
- Estados Unidos
  - Washington, D.C. (Embaixada)
  - Los Angeles (Consulado-Geral)

## América do Sul
- Brasil
  - Brasília (Embaixada)

## Ásia

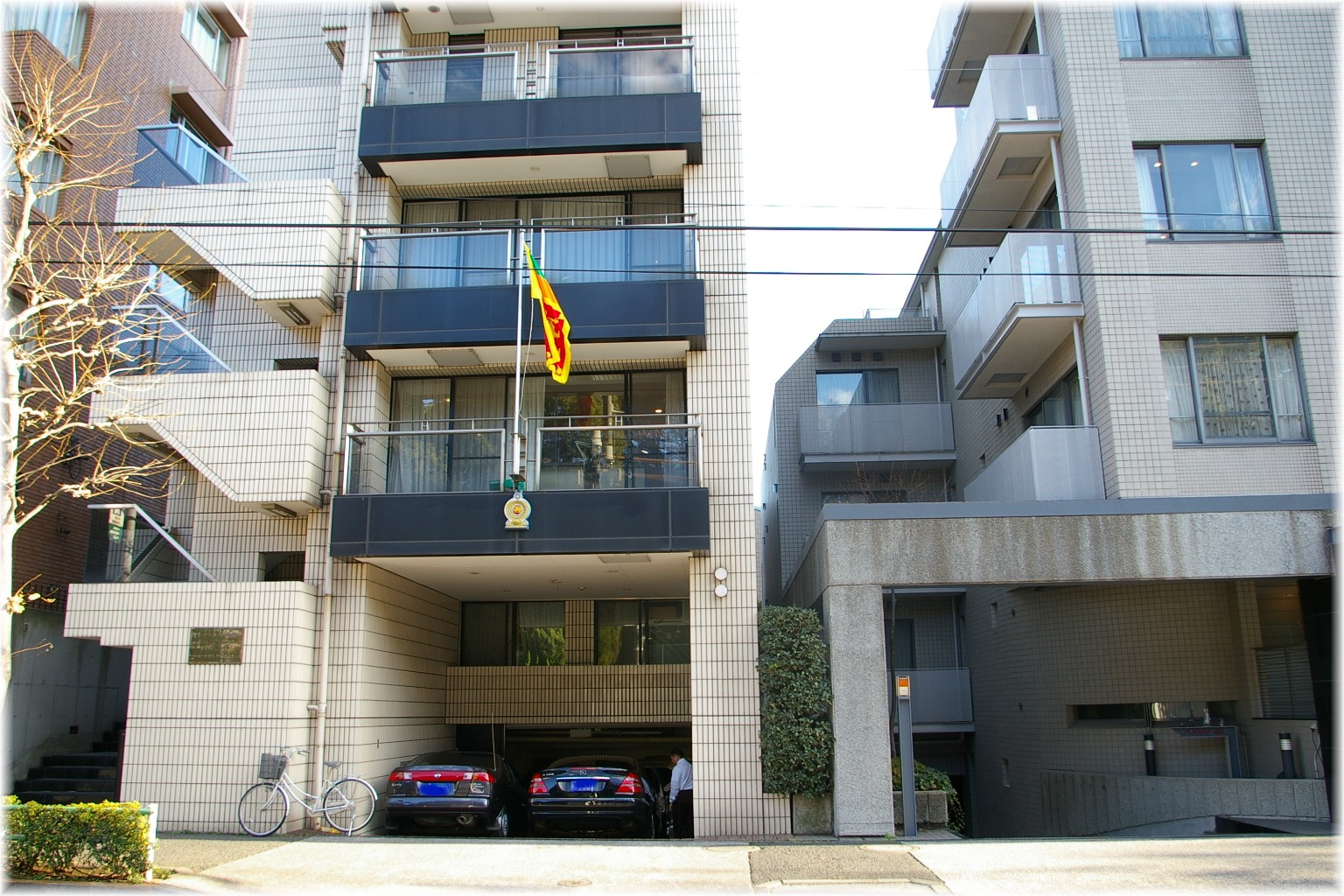
Embaixada do Sri Lanka em Tóquio, Japão.

- Bangladesh
  - Daca (Alto Comissariado)
- China
  - Pequim (Embaixada)
  - Xangai (Consulado)
- Índia
  - Nova Deli (Alto Comissariado)
  - Chennai (Consulado-Geral)
  - Bombaim (Consulado-Geral)
- Indonésia
  - Jacarta (Embaixada)
- Japão
  - Tóquio (Embaixada)
- Coreia do Sul
  - Seul (Embaixada)
- Malásia
  - Kuala Lumpur (Alto Comissariado)
- Maldivas
  - Malé (Alto Comissariado)
- Myanmar
  - Yangon (Embaixada)
- Nepal
  - Kathmandu (Embaixada)
- Paquistão
  - Islamabad (Alto Comissariado)
  - Carachi (Consulado-Geral)
- Filipinas
  - Manila (Embaixada)
- Singapura
  - Singapura (Alto Comissariado)
- Tailândia
  - Bangkok (Embaixada)
- Vietname
  - Hanói (Embaixada)

## Oriente Médio
- Irão
  - Teerã (Embaixada)
- Israel
  - Tel Aviv (Embaixada)
- Jordânia
  - Amã (Embaixada)
- Kuwait
  - Kuwait (Embaixada)
- Líbano
  - Beirute (Embaixada)
- Omã
  - Mascate (Embaixada)
- Palestina
  - Ramallah (Escritório de Representação)
- Catar
  - Doha (Embaixada)
- Arábia Saudita
  - Riade (Embaixada)
  - Jidá (Consulado-Geral)
- Emirados Árabes Unidos
  - Abu Dhabi (Embaixada)
  - Dubai (Consulado-Geral)

## África
- Egito
  - Cairo (Embaixada)
- Etiópia
  - Adis Abeba (Embaixada)
- Quênia
  - Nairóbi (Alto Comissariado)
- Líbia
  - Trípoli (Embaixada)
- Seicheles
  - Victoria (Alto Comissariado)
- África do Sul
  - Pretória (Alto Comissariado)
- Uganda
  - Kampala (Alto Comissariado)

## Oceania
- Austrália
  - Camberra (Alto Comissariado)
  - Sydney (Consulado-Geral)

## Organizações multilaterais
- - Genebra (Missão Permanente ante as Nações Unidas e outras organizações internacionais)
  - Nova Iorque (Missão Permanente ante as Nações Unidas)
  - Viena (Missão Permanente ante as Nações Unidas e outras organizações internacionais)